# 2367 Praha
2367 Praha (1981 AK1) là một tiểu hành tinh vành đai chính được phát hiện ngày 8 tháng 1 năm 1981 bởi A. Mrkos ở Klet.